# أرتيم شت
أرتيم شت هو لاعب كرة قدم بيلاروسي في مركز الدفاع، ولد في 18 يونيو 1995 في مازير في بيلاروس. لعب مع نادي سلافيا-موزير.

## وصلات خارجية
- أرتيم شت على موقع قاعدة بيانات كرة القدم.إي يو (الإنجليزية)
- أرتيم شت على موقع Soccerway.com (الإنجليزية)